# Elena Brockmann
Elena Francisca María Brockmann y Llanos (Madrid, 10 de febrero de 1865-Madrid, 26 de enero de 1946) fue una pintora española costumbrista. Estudió en la Academia de Bellas Artes de San Fernando de Madrid. Fue la primera pintora de historia en acudir a las Exposiciones Nacionales de Bellas Artes, premiada con mención de honor en 1887 y con tercera medalla en 1892.

## Biografía y trayectoria
Nació en una familia ilustre y acaudalada. Hija del ingeniero de caminos Leopoldo Brockmann González-Losada e Isabel Beatriz de Llanos Keats, sucesora de escritores y novelistas.
Su posición social le permitió estudiar en una escuela prestigiosa de arte, la Real Academia de Bellas Artes de San Fernando. Se matriculó en clases de dibujo de la vida, decisión que sorprendió y escandalizó a todo el entorno de la época, ya que dicha disciplina incluía el estudio de la anatomía del cuerpo humano, algo vetado a las mujeres en su preparación artística. 
Posteriormente viajó a Roma donde tomó clases de José Benlliure y Gil y de Joaquín Sorolla quien influyó notablemente en su obra. Además, fue discípula de Sebastián Gessa estudiando con profundidad los bodegones y de su tío Juan Llanos y Keats.
Durante su juventud realizó varias copias de obras maestras y después se especializó en la pintura de historia, un género que requería dominio de la figura humana y que ilustraba acontecimientos históricos, mitológicos o religiosos. Pocas artistas lo intentaron, entre otras circunstancias por su mayor dificultad, quedando relegadas al dibujo de la vida cotidiana, el bodegón o el paisaje. A pesar de todas las dificultades y gracias a la amplia preparación recibida, Brockmann realizó de manera sobresaliente la pintura histórica, destacando por sus complejos temas y composiciones. Otra faceta que realizó Brockmamm, aunque menos conocida, fue la de retratista, pero no se prodigó en dicho género.

### Exposición Nacional de Bellas Artes de 1887
La participación de Brockmann en la Exposición Nacional de Bellas Artes de 1887 marcó su carrera notablemente. Fue conocida por las tres obras que expusoː El patio de un parador, La vuelta de la Caza y La Chochara.
El jurado destacó ese año varios grupos de artistas, entre los que se encontraban las expositoras, así llamado el grupo de mujeres artistas. A pesar de reconocerse su trabajo como merecedoras de premio, el reglamento no se lo permitía. Elena Brockmann, estaba entre ellas.
Años después, se presentó a la Exposición Nacional de Pintura en 1892, con la obra Paso de una procesión por el claustro de San Juan de los Reyes. Según la experta Gloria Martínez Leiva," era una obra sumamente ambiciosa con un gran número de figuras humanas muy bien caracterízadas e insertas dentro de un marco arquitectónico en perspectiva. La obra hacia un alarde de sus grandes habilidades como pintora, con una pincelada desenvuelta y enérgica, llena de carácter". Todas esas características le dieron el reconocimiento de sus coetáneos y pintores, quienes la definieron como “una artista increíblemente talentosa” tras sus exposiciones en Madrid. El crítico Isidoro Fernández Flórez (Fernanflor) dijo sobre la autora que “pinta como un hombre”. Crítica o cumplido, comentarios como estos dejan ver la gran importancia de esta autora y de su gran estilo artístico.
Paso de una procesión por el claustro de San Juan de los Reyes fue premiada y adquirida por el Estado. Fue expuesta en Estados Unidos, en el Pabellón de la Mujer de la Exposición Universal de Chicago en 1893.
Las exposiciones sirvieron para visibilizar las obras de las artistas, que realizaban su trabajo a nivel profesional y fueron adquiriendo reconocimiento a nivel nacional e internacional. Sin embargo, el Estado no compró la mayoría de las obras al no tener premios ni medallas y no se conservaron en instituciones públicas y tampoco en museos. En este sentido, Elena Brockmann fue una excepción, ya que ofreció al Ministerio de Fomento la venta de su obra Patio de un parador. El Estado adquirió la obra en 1894 y desde entonces forma parte de las colecciones del Museo Nacional del Prado.
Elena Brockmann fue considerada como una artista menor o simple aficionada en comparación con “los grandes autores masculinos”. Esto conllevó que las mujeres fueran excluidas de los círculos culturales. La artista madrileña consiguió exponer sus obras en numerosas ocasiones y recibió premios y prestigio entre los pintores de su época, fue encasillada en una obra meramente costumbrista. Con su obra Felipe II recibiendo la noticia de la pérdida de la escuadra la Invencible (1895) mostró una gran habilidad representando un tema histórico, hasta el momento realizado principalmente por hombres.  
Durante la época romántica había gran interés por épocas pasadas, la pintura histórica cambió de signo. El autor reproduce fielmente una escena con base en la narración del historiador y a los datos del arqueólogo. Los críticos perdonaban cualquier error de dibujo antes que cualquier anacronismo en la escena.
Elena Brockmann fue definida en la Barcelona cómica como: (…) “separándose del camino trillado por las mujeres artísticas para la demostración de su genio, ha emprendido su carrera con asuntos de costumbres, de los que ha sabido sacar honroso y envidiable resultado”. (…) “ha alcanzado por su talento y sus méritos otro no menos envidiable en el terreno del arte que domina magistralmente y en el cual tiene reservado un halagüeño y merecido porvenir”.
A finales del siglo XIX, como consecuencia del cambio de modas en la pintura, las obras históricas no eran tan reclamadas ni consideradas. Por ello, desapareció de la fama artística.

## Obras
Entre sus obras destacadas están El patio de un parador y Paso de una procesión por el claustro de San Juan de los Reyes, ambas datadas a finales del siglo XIX con la temática costumbrista, muy frecuente en las exposiciones de su tiempo. Estas obras fueron adquiridas por el Museo Nacional de Arte Moderno, pero pertenecen al Museo del Prado. El patio de un parador, lienzo de tres metros de largo, se expone en depósito en el Museo San Telmo de San Sebastián .
Paso de una procesión por el claustro de San Juan de los Reyes marcó la carrera de Brockmann. En su exposición causó un gran revuelo un cuadro de pequeñas dimensiones, pero que disponía de una gran confluencia de público movido por la llamativa autoría al ser una mujer.
La Ciociara (1887), retrato donde se observa un gran estudio de la figura femenina, enmarcado dentro de la temática regionalista.
Felipe II recibiendo la noticia de la pérdida de la escuadra Invencible (1895) es su obra más importante, ya que la consagró como la primera mujer que pintaba un cuadro de historia. El cuadro representa el momento en el que el rey se entera de la derrota de la flota española a manos de los británicos en 1588. Trescientos años después del acontecimiento del fracaso militar español, Elena Brockmann retomó la temática -según la crítica- probablemente por su paralelismo con el declive del imperio español en la época que lo pintó. Añaden que se destacó su composición, como una declaración irónica sobre el desastre militar y la advertencia de posibles consecuencias de la ambición política.
Con esta obra, y tras ganar varios premios en anteriores exposiciones nacionales, tenía las características para aspirar a una medalla de primer puesto, por su temática, tamaño y virtudes, pero a finales del siglo XIX este tipo de pinturas perdió popularidad.

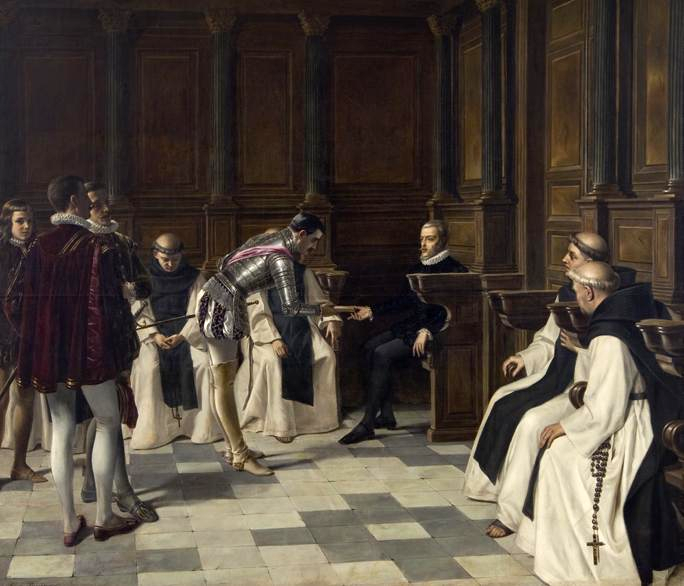
Felipe II recibiendo noticias de la pérdida de la Armada. 1895.
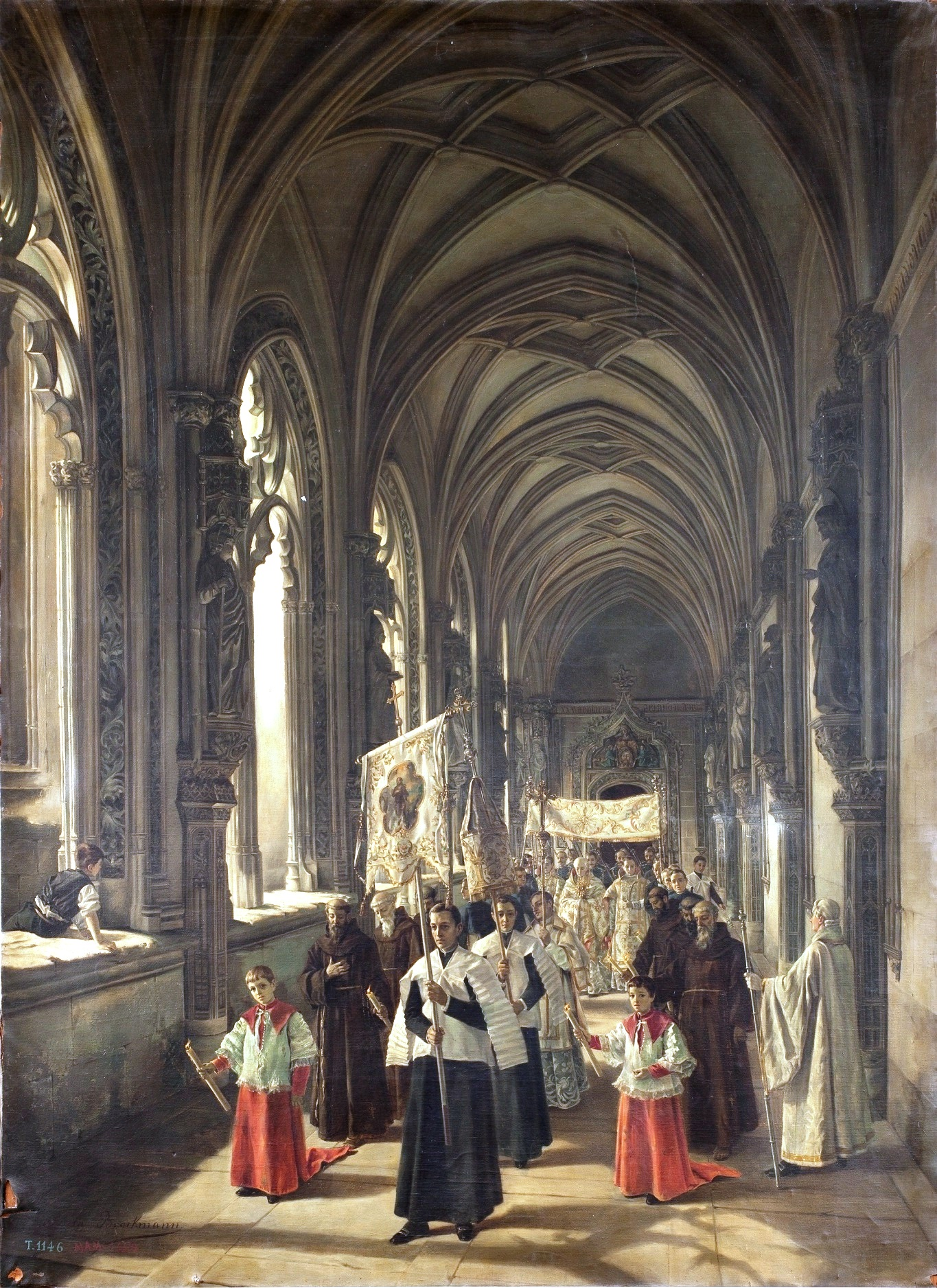
Paso de una procesión por el claustro de San Juan de los Reyes. 1892.
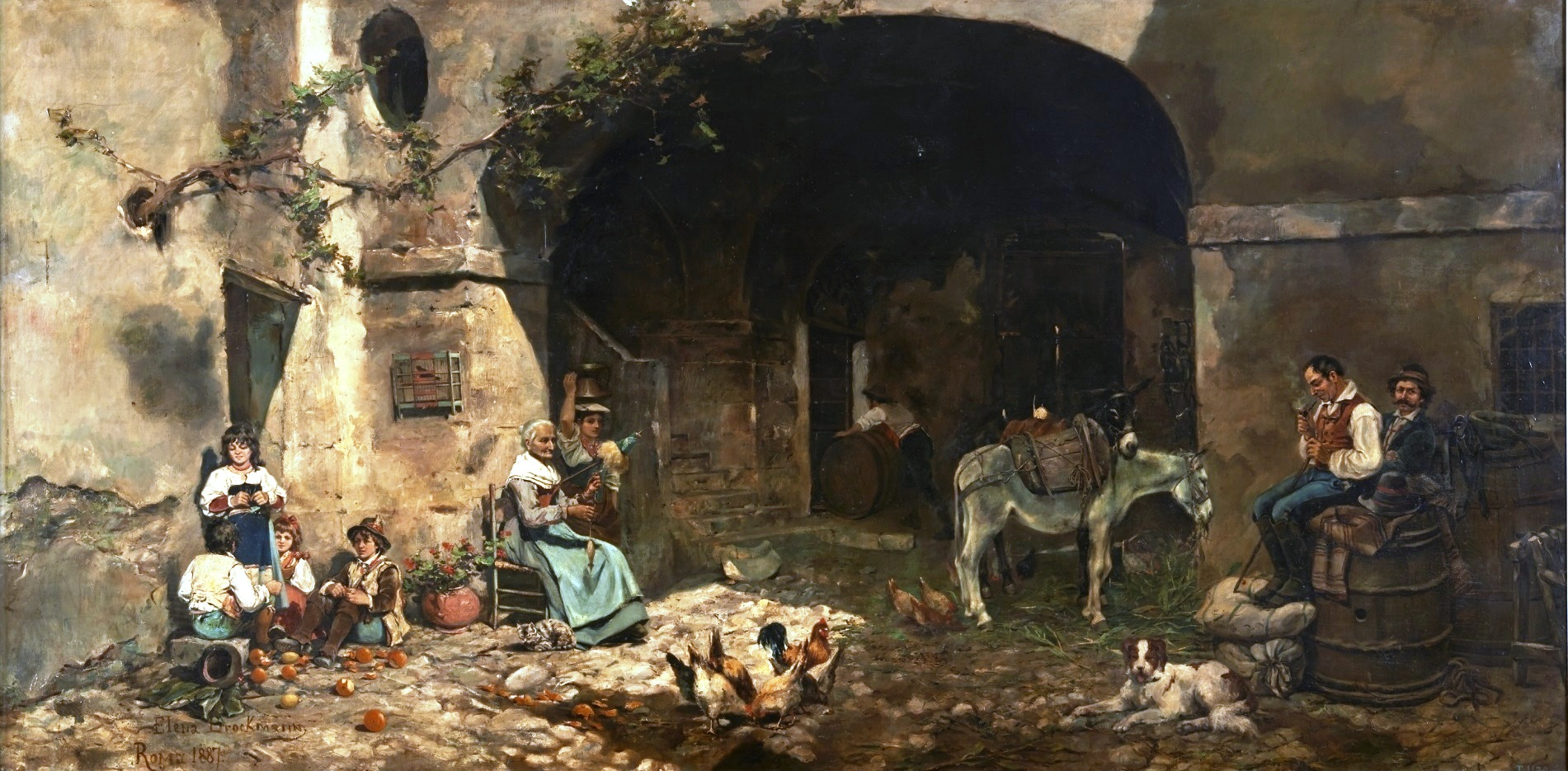
El patio de un parador. 1887.

## Premios
- Mención de honor Exposición Nacional de Pintura en 1887.
- Tercera medalla, Exposición Nacional de Pintura en 1892.